# Cicindela cursitans
Cicindela cursitans är en skalbaggsart som beskrevs av Leconte 1860. Cicindela cursitans ingår i släktet Cicindela och familjen jordlöpare. Inga underarter finns listade i Catalogue of Life.